# Suture internasale
La suture internasale (ou suture médio-nasale) est la suture crânienne plane qui relie les bords médiaux des deux os nasaux.

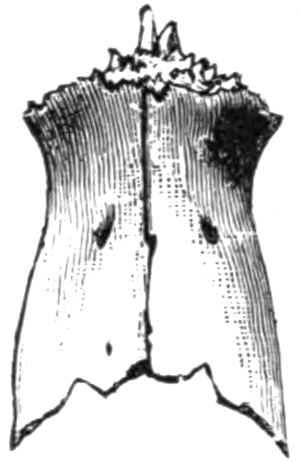
Dessin des 2 os nasaux montrant leur suture.